# Roland Dalhäuser
Roland Dalhäuser, né le 12 juin 1958 à Birsfelden, est un athlète suisse, spécialiste du saut en hauteur. Vainqueur des Championnats d'Europe en salle en 1981, il est l'actuel détenteur du record de Suisse en salle (2,32 m).

## Biographie
Il est élu sportif suisse de l'année en 1981.

### Palmarès
| Date | Compétition                    | Lieu         | Résultat | Performance |
| ---- | ------------------------------ | ------------ | -------- | ----------- |
| 1980 | Championnats d'Europe en salle | Sindelfingen | 8e       | 2,26 m      |
| 1980 | Jeux olympiques                | Moscou       | 5e       | 2,24 m      |
| 1981 | Championnats d'Europe en salle | Grenoble     | 1er      | 2,28 m      |
| 1982 | Championnats d'Europe en salle | Milan        | 3e       | 2,32 m (NR) |
| 1982 | Championnats d'Europe          | Athènes      | 7e       | 2,21 m      |
| 1984 | Championnats d'Europe en salle | Göteborg     | 3e       | 2,30 m      |
| 1987 | Championnats du monde en salle | Indianapolis | 5e       | 2,32 m      |
| 1987 | Championnats d'Europe en salle | Liévin       | 5e       | 2,30 m      |

### Records
| Épreuve         | Épreuve   | Performance | Lieu      | Date        |
| --------------- | --------- | ----------- | --------- | ----------- |
| Saut en hauteur | Plein air | 2,31 m      | Eberstadt | 7 juin 1981 |
| Saut en hauteur | Salle     | 2,32 m      | Milan     | 6 mars 1982 |